# Mediaster tenellus
Mediaster tenellus är en sjöstjärneart som beskrevs av Fisher 1905. Mediaster tenellus ingår i släktet Mediaster och familjen ledsjöstjärnor.
Artens utbredningsområde är Kalifornien. Inga underarter finns listade i Catalogue of Life.